# Dalechampia peckoltiana
Dalechampia peckoltiana är en törelväxtart som beskrevs av Johannes Müller Argoviensis. Dalechampia peckoltiana ingår i släktet Dalechampia och familjen törelväxter. Inga underarter finns listade i Catalogue of Life.